# Hossein Ghomi
Hossein Ghomi (persisch حسین قمی‎; * 28. Oktober 1982 in Rey) ist ein iranischer Judoka und Teilnehmer an den Olympischen Sommerspielen 2008 in Peking. 
Bei den Judo-Asienmeisterschaften 2006 belegte er den fünften Platz im Mittelgewicht (90 kg), nachdem er gegen Ramziddin Sayidov aus Usbekistan in der Begegnung zur Bronzemedaille  verloren hatte. Zwei Jahre später gewann er die Bronzemedaille bei den Asienmeisterschaften 2008. Kurz darauf schied er beim olympischen Judoturnier in seinem Auftaktkampf aus.